# Stella Mwangi
Stella Nyambura Mwangi
(Murang'a, 1 de septiembre de 1986) ―también conocida como STL―
es una cantante
compositora y rapera noruega de origen keniano.
Su trabajo ha sido utilizado en películas como American Pie Presents: The Naked Mile y series de televisión como CSI: Nueva York y Scrubs. Entre los temas sobre los que Mwangi ha escrito su música están la situación en su país natal Kenia y la discriminación que Stella y su familia tuvieron que pasar después de mudarse a Noruega en 1991. Ha recibido varios premios incluyendo: los Premios Kisima, los Premios Clops y los Premios Jeerman, y es una de las cantantes más populares en Noruega después de ganar el Melodi Grand Prix 2011. Ella comenzó a tocar música cuando tenía solo ocho años de edad. Además de ser cantante, también toca el piano y la guitarra.
Mwangi ha tenido éxito en Noruega, Kenia, Senegal y Gambia.

## Biografía

### Primeros trabajos
Stella nació en Muran'ga, Kenia, el 1 de septiembre de 1986. Su familia la trasladó a una pequeña localidad de Oslo, Noruega cuando tenía 5 años, y ella se introdujo a un mundo completamente nuevo. Desde que era una niña pequeña, ya tenía un gran amor por la música, y a la edad de 11 años comenzó a rapear y se convirtió en una parte del hip-hop noruego. En 1998 comenzó a trabajar con un grupo de jóvenes africanos llamado "The Rise", lo que condujo a la primera versión oficial de Stella con su álbum "Maroon". Con el proyecto de "The Rise", Stella ganó una valiosa experiencia a la hora de las actuaciones en vivo, ya que el grupo se apoya en varios grandes actos de hip-hop y en conciertos en Noruega. En 2005 le cantaron a Nelson Mandela durante una campaña de erradicación del Sida.
La ruptura de Stella en el hip-hop de África vino con sus apariciones como invitada en el álbum de debut "Senegal", el dúo de rap senegalés Wagëblë, que fue producido por el sello de música Big City Music del productor Tom Roger "Rumblin" Rogstad. Stella había descubierto al dúo un par de años antes, y lo incorporó a su proyecto. Wagëblë encabezó la lista con las presentaciones que ofreció Stella, y el álbum recibió un premio al "mejor álbum del año" en Senegal en 2005. 
Stella, entonces comenzó a trabajar con Big City sobre material en solitario, y en 2006 recibió el Premio Kisima para el "Artista Prometedor del Año". Stella y su sencillo "Take It Back" fueron bien recibidos en los países escandinavos y fue número 1 en las listas de África Oriental en 2008. Ese año lanzó su álbum debut como solista titulado apropiadamente "Living For Music" junto con los sencillos "Dreamer", "She Got It Girls" y "Kool". Este último le dio un nuevo número 1 en las listas de África Oriental y fue una de las canciones más escuchadas en MTV Base y del Canal O que se emite en toda África.
Su material solista había hecho mucho ruido, y le dio la oportunidad de recorrer los países escandinavos, así como África. En Noruega fue telonera de artistas como Busta Rhymes, Rick Ross y Flo Rida. Sus canciones se presentaron en los Estados Unidos, TV-shows y películas como American Pie, Entre fantasmas, CSI: Nueva York, CSI: Las Vegas, America's Next Top Model, Scrubs, Melrose Place, entre otros.
Stella pasó a firmar con la compañía de producción musical Big City, y el equipo comenzó a trabajar en nuevo material y la búsqueda de un sonido fresco para Stella. Años de trabajo, y el sonido que crearon fue "Kinanda", mezclando sus raíces africanas con la música urbana que había amado siempre. Stella saltó a la fama tras ganar el Melodi Grand Prix 2011 con su canción "Haba Haba" (producido por Beyond51 y Big City). Ella firmó un contrato discográfico con EMI Norway, y actualmente está preparando para representar a su país en la final internacional en Alemania. El álbum de Stella, Kinanda fue lanzado por EMI y Big City en 2011 y se posicionó número 1 en África y número 15 en Noruega.

### Festival de la Canción de Eurovisión 2011

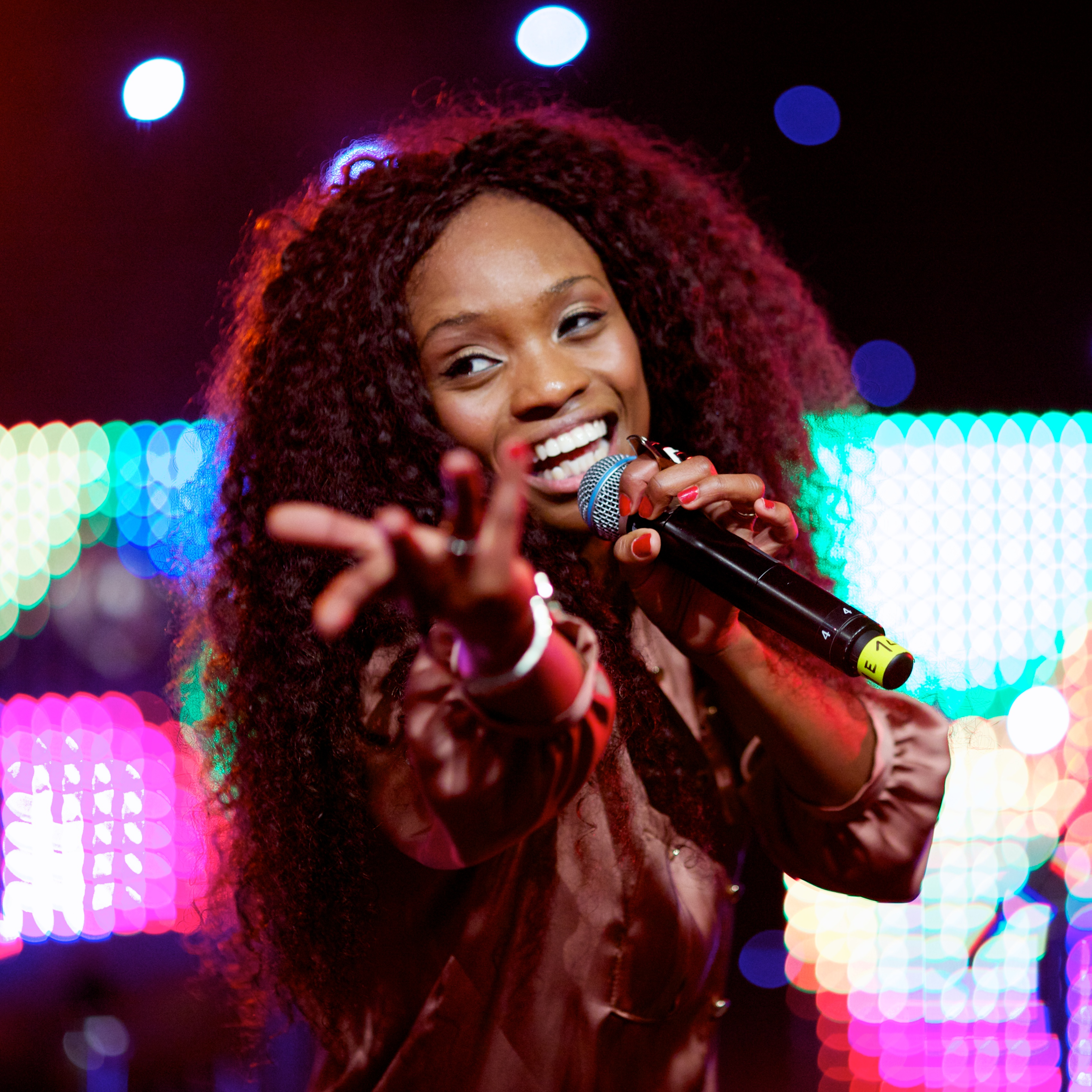
Stella Mwangi (2011)

En el 2011, Stella participó en Melodi Grand Prix 2011 para representar a Noruega en el Festival de Eurovisión 2011, que se celebró en Düsseldorf (Alemania).
El 10 de mayo de 2011 representó a Noruega en el Festival de Eurovisión 2011 con la canción Haba Haba. Aunque no clasificó a la final, fue una de las canciones favoritas del concurso.
Fue la primera vez que en Eurovisión se cantó en el idioma suajili.
Alexander Rybak, en el Melodi Gran Prix 2012, compuso un medley de las canciones que han representado a Noruega al Festival de la Canción de Eurovisión, y "Haba Haba" estaba en ese medley.
En febrero de 2012, el padre de Stella Mwangi falleció atropellado por un vehículo. El conductor huyó.

### 2012 - 2017

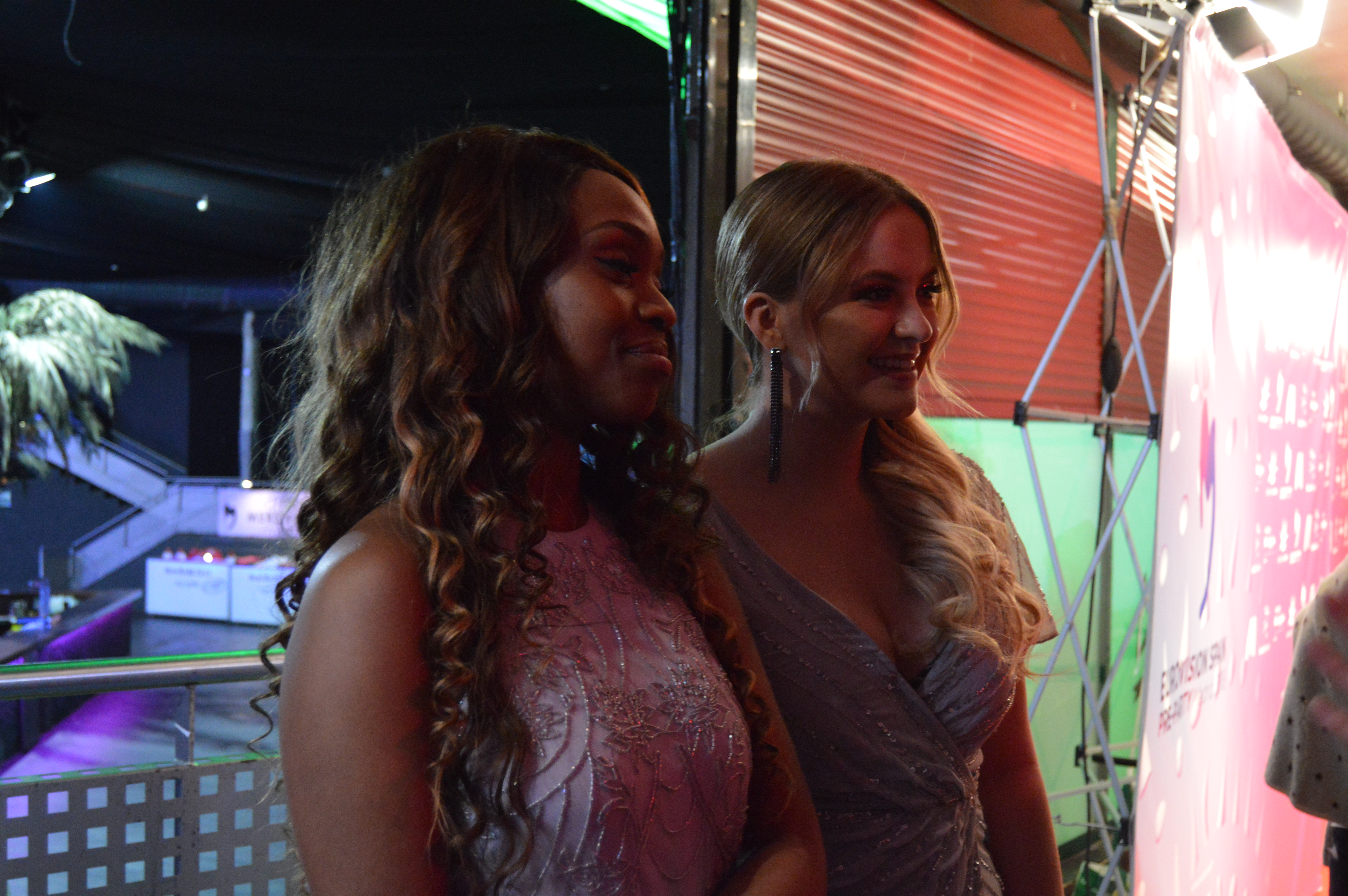
Stella Mwangi y Alexandra Rotan posan para la prensa en la Eurovision Spain PreParty 2018 en Madrid.

Stella anunció a través de Twitter que está grabando su tercer álbum de estudio y ha confirmado que ha trabajado con artistas como María Arredondo, Avicii y Malin Reitan para futuros proyectos. Ha publicado dos sencillos que aparecerán en su tercer álbum de estudio, "Bad as I wanna be" y "Shut it Down" ambos un éxito en escandinavia y África.

### Melodi Grand Prix 2018
Stella participó con la canción "You Got Me" junto a la cantante noruega Alexandra Rotan en el Melodi Grand Prix 2018, el concurso de la NRK noruega que selecciona al cantante y canción del país para el Festival de Eurovisión. El dúo se clasificó en tercera posición, detrás del finalmente ganador Alexander Rybak y la subcampeona Rebecca.
Aprovechando el éxito cosechado con el tema, las cantantes fueron invitadas a varios de los eventos previos al Festival de Eurovisión 2018, como la London Eurovision Party y la Eurovision Spain PreParty en Madrid. 

## Discografía

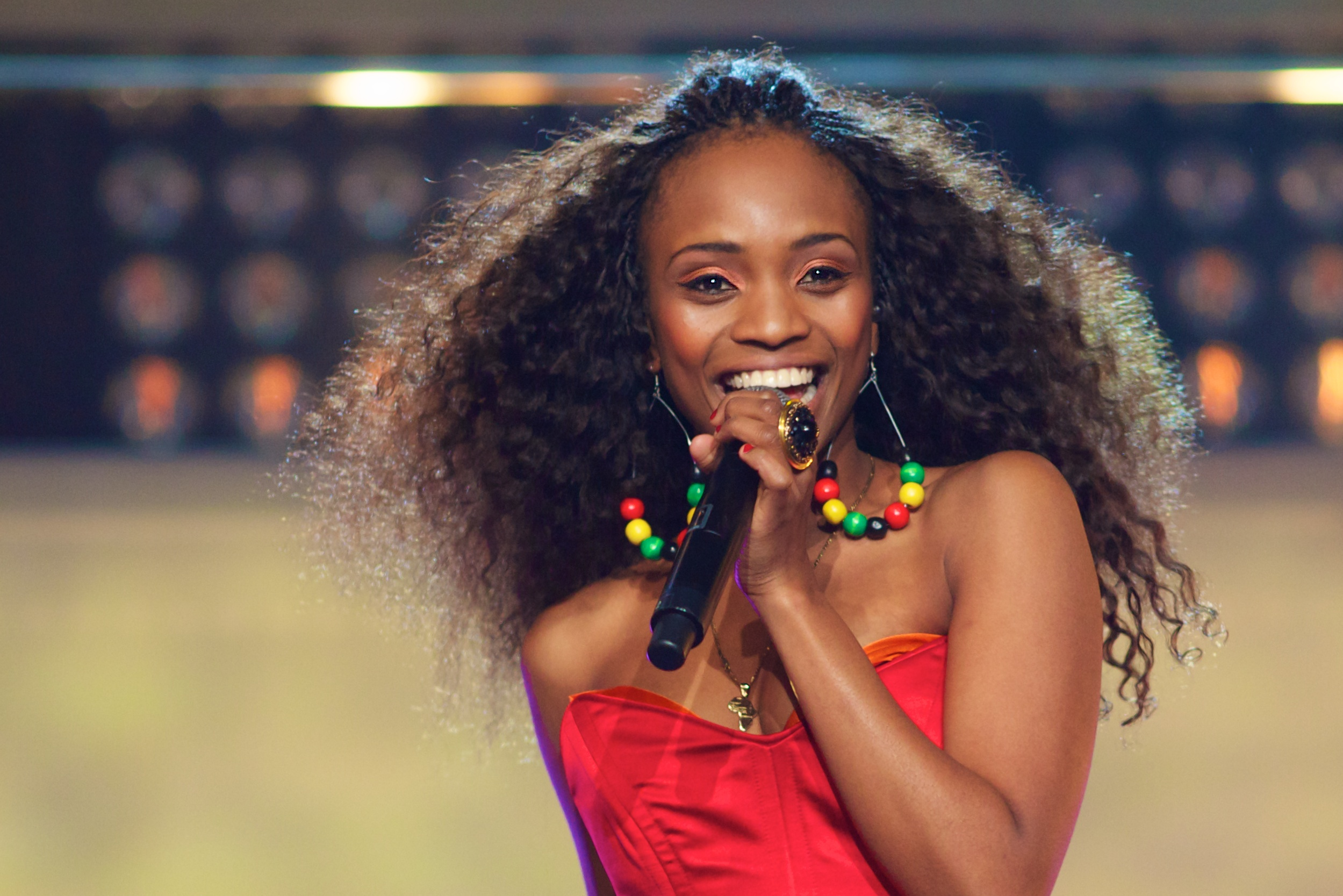
Stella Mwangi durante el Melodi Grand Prix 2011

### Álbumes de estudio
| Año  | Álbum            | Posiciones |
| ---- | ---------------- | ---------- |
| 2008 | Living for music | 19         |
| 2011 | Kinanda          | 15         |

| Álbum            | Detalles                                                                                                   | Posición peak | Posición peak |
| Álbum            | Detalles                                                                                                   | NOR           | AFR           |
| ---------------- | --- | ------------- | ------------- |
| Living for Music | - Fecha de Lanzamiento: 20 de octubre de 2008 - Discográfica: MTG Productions - Formatos: Descarga digital | 19            | —             |
| Kinanda          | - Fecha de Lanzamiento: 10 de junio de 2011 - Discográfica: EMI Norway - Formatos: Descarga digital        | 15            | 1             |

### Sencillos
| Año  | Sencillo                                   | Posicionamiento en listas | Posicionamiento en listas | Álbum            |
| Año  | Sencillo                                   | NOR                       | AFR                       | Álbum            |
| ---- | ------------------------------------------ | ------------------------- | ------------------------- | ---------------- |
| 2007 | "Take It Back"                             | —                         | —                         | Living for Music |
| 2010 | "Smile"                                    | 1                         | —                         | Kinanda          |
| 2011 | "Copy My Swag"                             | —                         | —                         | Kinanda          |
| 2011 | "Next Flight"                              | —                         | 24                        | Kinanda          |
| 2011 | "Purse"                                    | —                         | —                         | Kinanda          |
| 2011 | "Throw Me a Ladder"                        | —                         | —                         | Kinanda          |
| 2011 | "Hakuna Matata"                            | —                         | 9                         | Kinanda          |
| 2011 | "Haba Haba"                                | 1                         | —                         | Kinanda          |
| 2011 | "Lookie Lookie"                            | —                         | 4                         | Kinanda          |
| 2011 | "Hello"                                    | —                         | —                         | Kinanda          |
| 2011 | "Take My Time"                             | —                         | —                         | Kinanda          |
| 2011 | "Dance in The Rain"                        | —                         | —                         | Kinanda          |
| 2011 | "Hula Hoop" (Stella Mwangi feat. Mohombi). | —                         | 10                        | Kinanda          |
| 2012 | "Bad as I wanna be"                        | —                         | —                         | TBA              |
| 2012 | "Stella Stella Stella"                     | 8                         | —                         | TBA              |
| 2012 | "Shut It Down"                             | —                         | —                         | TBA              |